# Złota Góra (powiat chojnicki)
Złota Góra (kaszb. Złotô Góra) – mała kolonia kaszubska w Polsce położona w województwie pomorskim, w powiecie chojnickim, w gminie Konarzyny.
W latach 1975–1998 miejscowość administracyjnie należała do województwa słupskiego.